# ADD SUV
"ADD SUV" é uma canção da artista músical norte-americana Uffie, lançado como terceiro single de seu álbum de estréia Sex Dreams and Denim Jeans.

## Recepção crítica
O single recebeu críticas extremamente positivas de New York Post, Revista Prefixo, Spin Magazine, entre outros. Com tanta antecipação em torno de "ADD SUV", a canção estreou no número um no The Hype Machine.

## Faixas
| Download digital |           |         |  |
| N.º              | Título    | Duração |  |
| 1.               | "ADD SUV" | 3:12    |  |

### Posições
| Tabela musical (2010)                 | Melhor posição |
| ------------------------------------- | -------------- |
| Reino Unido - UK Dance Chart          | 31             |
| Reino Unido - UK Indie Chart Breakers | 6              |